# Ludolf Wienbarg
Christian Ludolf Wienbarg (Pseudonyme Ludolf Vineta, Freimund; * 25. Dezember 1802 in Altona; † 2. Januar 1872 in Schleswig) war ein Schriftsteller des Vormärz.

## Leben
Wienbarg, Sohn eines Schmieds, nahm nach seiner Schulzeit auf dem Gymnasium Christianeum 1822 ein Theologiestudium an der Universität Kiel auf, das er aber 1826 aus finanzieller Not abbrechen musste. Dafür nahm er eine Stelle als Hauslehrer bei Christian Günther Graf von Bernstorff in Lauenburg an. Während seines Studiums wurde er 1822 Mitglied der Alten Kieler Burschenschaft und 1828 der Alten Bonner Burschenschaft. 1829 promovierte er in Marburg. 1830/31 war er Hauslehrer von Charles Ernst Alexander Selby (1813–1843), dem Sohn des Dänischen Gesandten in Den Haag, Baron Charles Borre Selbys (1778–1849). In dieser Zeit schrieb Wienbarg seine Reiseberichte „Holland in den Jahren 1831-32“. 1833 kehrte er an die Universität Kiel zurück, wo er eine Dozentenstelle annahm.
1834 veröffentlichte er eine Sammlung mit 22 seiner Vorlesungen unter dem Titel „Ästhetische Feldzüge“. Mit der Widmung „Dir, junges Deutschland, widme ich diese Reden“ prägte er maßgeblich den Begriff „Junges Deutschland“. Im gleichen Jahr erschien seine Schrift „Soll die plattdeutsche Sprache gepflegt oder ausgerottet werden?: Gegen Ersteres und für Letzteres beantwortet“. Darin zieht Wienbarg als Aufklärer, der die romantische Idealisierung des Dialekts als „alte Volkssprache“ kritisiert, „gegen die sprachliche Armut des Plattdeutschen zu Felde“. 1834 lernte Wienbarg auch den Schriftsteller Karl Gutzkow kennen. Mit diesem plante er im Sommer 1835 die Herausgabe der Zeitschrift Deutsche Revue, die jedoch bereits vor Auslieferung des ersten Heftes verboten und beschlagnahmt wurde.
Im November 1835 wurden Wienbargs Schriften – zusammen mit denen der anderen sogenannten „Jungdeutschen“ – erst in Preußen und im Dezember im gesamten Bereich des Deutschen Bundes verboten. Er wurde aus Frankfurt am Main ausgewiesen, floh nach Helgoland, kehrte aber im Herbst 1836 nach Hamburg zurück, wo er seine Tätigkeiten als Journalist und Herausgeber verschiedener Zeitschriften erneut aufnahm. Durch seine journalistische Arbeit für ein liberales, demokratisches – ein junges Deutschland – war er weiter Verfolgung und Verboten durch die staatlichen Zensurbehörden ausgesetzt. Seit Ende der dreißiger Jahre wurde er finanziell von seinen Geschwistern unterstützt.
Am 12. Mai 1839 heiratete er die Altonaer Bürgertochter Elisabeth Wilhelmine Dorothea Marwedel. Wienbargs äußere Lebensumstände wurden durch die Eheschließung keineswegs stabilisiert. Nächtliche Trinkeskapaden in Hamburger Kneipen, vermutlich mitverursacht durch Frustration angesichts der politischen Verhältnisse und durch das Verbot seiner Schriften, ließen seinen schriftstellerischen und journalistischen Ehrgeiz mehr und mehr ermüden. Seine Produktivität ließ in späteren Jahren deutlich nach.
Von 1840 bis 1842 redigierte Wienbarg die Beilage Börsenhalle. Deutsches Literaturblatt, von 1842 bis Juni 1846 die Hamburger literarischen und kritischen Blätter. Gelegentlich arbeitete er an den Hamburger Neuen Nachrichten und am Altonaer Mercur mit. Aufsehen erregte er im Sommer 1846, als sein Beschluss, nach Amerika auszuwandern, durch die Presse ging. Die nationale Begeisterung für die schleswig-holsteinische Bewegung ließ Wienbargs Auswanderungspläne platzen. Noch 1846 erschienen zwei Broschüren von ihm, mit denen er sich in den Kampf um die Unabhängigkeit Schleswigs und Holsteins von dänischen Ansprüchen einmischte: Der dänische Fehdehandschuh, aufgenommen von Ludolf Wienbarg und Die Volksversammlung zu Nortorf am 14. September 1846. In den folgenden zwei Jahrzehnten engagierte er sich wiederholt als Publizist für die schleswig-holsteinische Befreiungsbewegung. 1848 beteiligte er sich als Freiwilliger am schleswig-holsteinischen Krieg als Stabsadjutant, 1849 als einfacher Jäger in einem Freikorps.
Nach 1850 lebte der mittlerweile schwer alkoholkranke, verarmte und von der literarischen Öffentlichkeit vergessene Wienbarg in Hamburg und in Altona. 1869 wurde er mit Verfolgungswahn in eine Heilanstalt in Schleswig eingewiesen, wo er 1872 starb.

## Werke
- Paganini's Leben und Charakter nach Schottky. Dargestellt. Hamburg: Hoffmann u. Campe 1830. (Veröffentlicht unter dem Pseudonym Ludolf Vineta.) Digitalisat
- Holland in den Jahren 1831 und 1832. 2 Bde. Hamburg: Hoffmann u. Campe 1833 (Digitalisat)
- Aesthetische Feldzüge. Dem jungen Deutschland gewidmet. Hamburg: Hoffmann u. Campe 1834. (Digitalisat und Volltext im Deutschen Textarchiv)
- Soll die plattdeutsche Sprache gepflegt oder ausgerottet werden? Gegen Ersteres und für Letzteres beantwortet. Hamburg: Hoffmann u. Campe 1834. Digitalisat
- Menzel und die junge Literatur. Programm zur deutschen Revue. Mannheim: Löwenthal 1835. (Digitalisat)
- Zur neuesten Literatur. Mannheim: Löwenthal 1835. (Digitalisat)
- Wanderungen durch den Thierkreis. Hamburg: Hoffmann u. Campe 1835; Reprint: Frankfurt a. M. 1973.
- Tagebuch von Helgoland. Hamburg: Hoffmann u. Campe, 1838. Digitalisat
- Die Dramatiker der Jetztzeit. Heft 1. Altona: Aue 1839. (Mehr nicht erschienen.) Digitalisat
- Die Volks-Versammlung zu Nortorf am 14ten September 1846. Hamburg: Hoffmann u. Campe 1846.
- Der dänische Fehdehandschuh. Aufgenommen von L. W. Hamburg: Hoffmann u. Campe 1846.
- Darstellungen aus den schleswig-holsteinischen Feldzügen. 2 Bde. Kiel: Schröder 1851–1852.
- Das Geheimniß des Wortes. Hamburg: Aue 1852.
- Die plattdeutsche Popagande [sic] und ihre Apostel. Hamburg: Hoffmann u. Campe 1860. (Publiziert unter dem Pseudonym: Freimund).
- Geschichte Schleswigs. 2 Bde. Hamburg: Meissner 1861–1862.
- Ästhetische Feldzüge. Hg. von Walter Dietze. Textredaktion: Jürgen Jahn. Berlin u. Weimar: Aufbau-Verl. 1964. [Neudruck der Ästhetischen Feldzüge (Orthographie u. Interpunktion modernisiert) und anderer Texte Wienbargs, umfassende Einführung u. Stellenkommentare von W. Dietze.]
- Nach Helgoland und anderswohin. Gedanken auf Reisen. Hg. u. mit einem Nachw. von Alfred Estermann. Nördlingen: Greno 1987 [ S. 234f.: Literatur-Hinweise].

## Bibliographie
- Karl Goedeke, Edmund Goetze: Grundriss zur Geschichte der deutschen Dichtung aus den Quellen. 2. Auflage. Ehlermann, Leipzig 1959–1991, Bd. 17. S. 1718–1736.